# Сухие леса Тринидада и Тобаго
Сухие леса Тринидада и Тобаго — экорегион сухих тропических лесов, расположенный в основном в западной и южной частях острова Тринидад, в южных частях острова Тобаго и на более мелких прибрежных островах, включая Чакачакаре, Монос, Уевос, Гаспар-Гранде, Малый Тобаго и Сент-Джайлс.

## Распространение
Тропические сухие леса в Тринидаде и Тобаго включают как лиственные, так и полувечнозелёные леса. Недавняя работа Говарда Нельсона предполагает, что области, которые ранее были классифицированы как вечнозелёные леса, также соответствуют критериям для сухих лесов. Основные районы сухого леса в Тринидаде включают полуостров Чагуарамас на северо-западе, районы вдоль южного побережья острова, от Седроса до Морн-Диабло, и районы вдоль восточного побережья, включая части побережья Гуайагуайаре, Майаро и Мансанильи. Кроме того, районы вдоль западного побережья, включая холм Сан-Фернандо и большую часть бывшего Сахарного пояса, также изначально были сухими лесами. В Тобаго большая часть юго-запада острова изначально была сухими лесами. Доминирующей парадигмой в геоботанике Тринидада и Тобаго была работа эколога Джона Стэнли Бёрда, выполненная в 1940-х годах.